# Taketa, Ōita
Taketa (竹田市 (Trúc Điền thị) Taketa-shi) là một thành phố thuộc tỉnh Ōita, Nhật Bản. Thành phố được thành lập ngày 31 tháng 3 năm 1954.
Đến năm 2003, dân số thành phố là 16.807 người trên diện tích 200,83 km², mật độ 83,69 người/ km².